# Liste der Baudenkmäler im Kreis Coesfeld
Die Liste der Baudenkmäler im Kreis Coesfeld umfasst:
- Liste der Baudenkmäler in Ascheberg
- Liste der Baudenkmäler in Billerbeck
- Liste der Baudenkmäler in Coesfeld
- Liste der Baudenkmäler in Dülmen
- Liste der Baudenkmäler in Havixbeck
- Liste der Baudenkmäler in Lüdinghausen
- Liste der Baudenkmäler in Nordkirchen
- Liste der Baudenkmäler in Nottuln
- Liste der Baudenkmäler in Olfen
- Liste der Baudenkmäler in Rosendahl
- Liste der Baudenkmäler in Senden

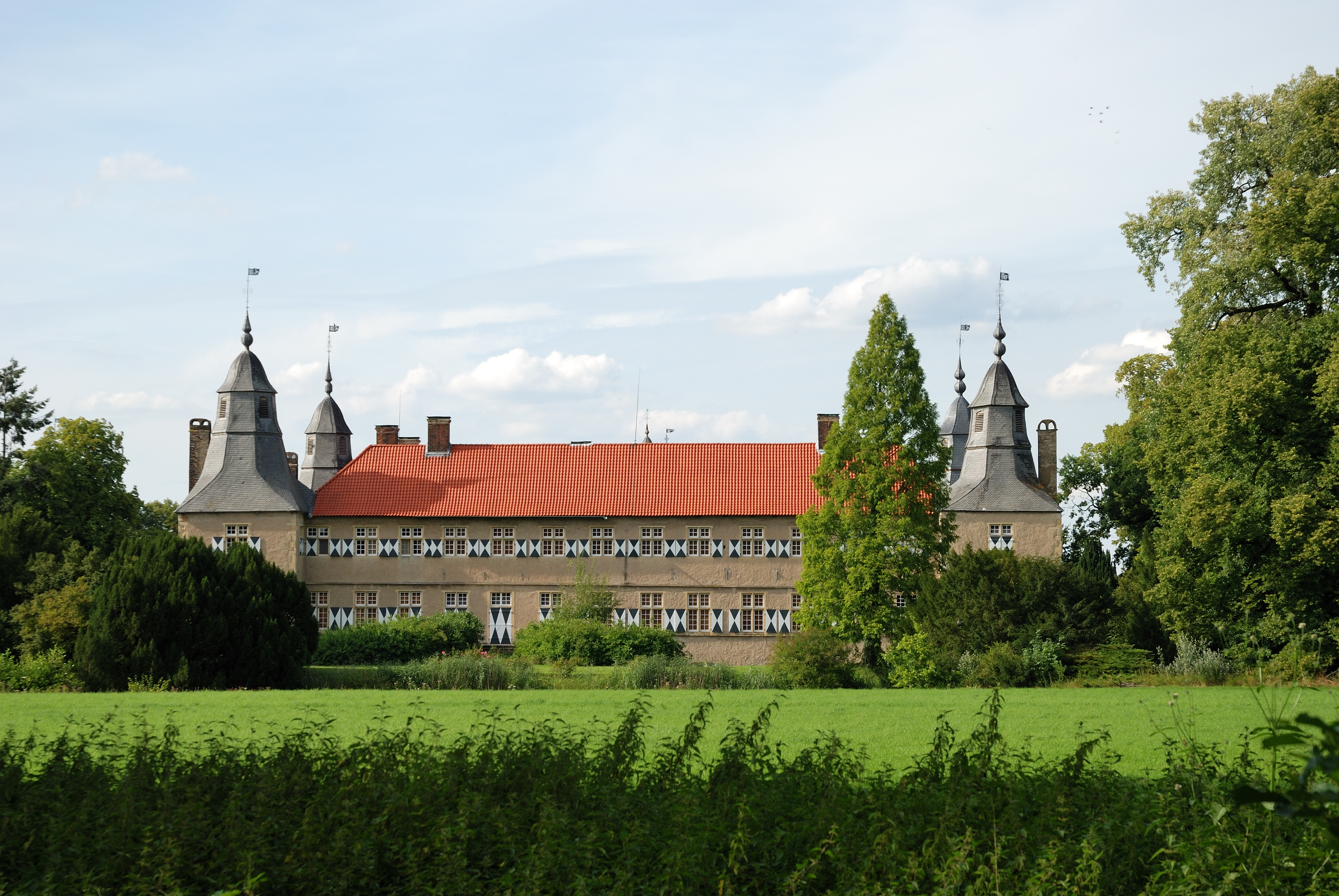
Schloss Westerwinkel Herbern (Ascheberg (Westfalen))
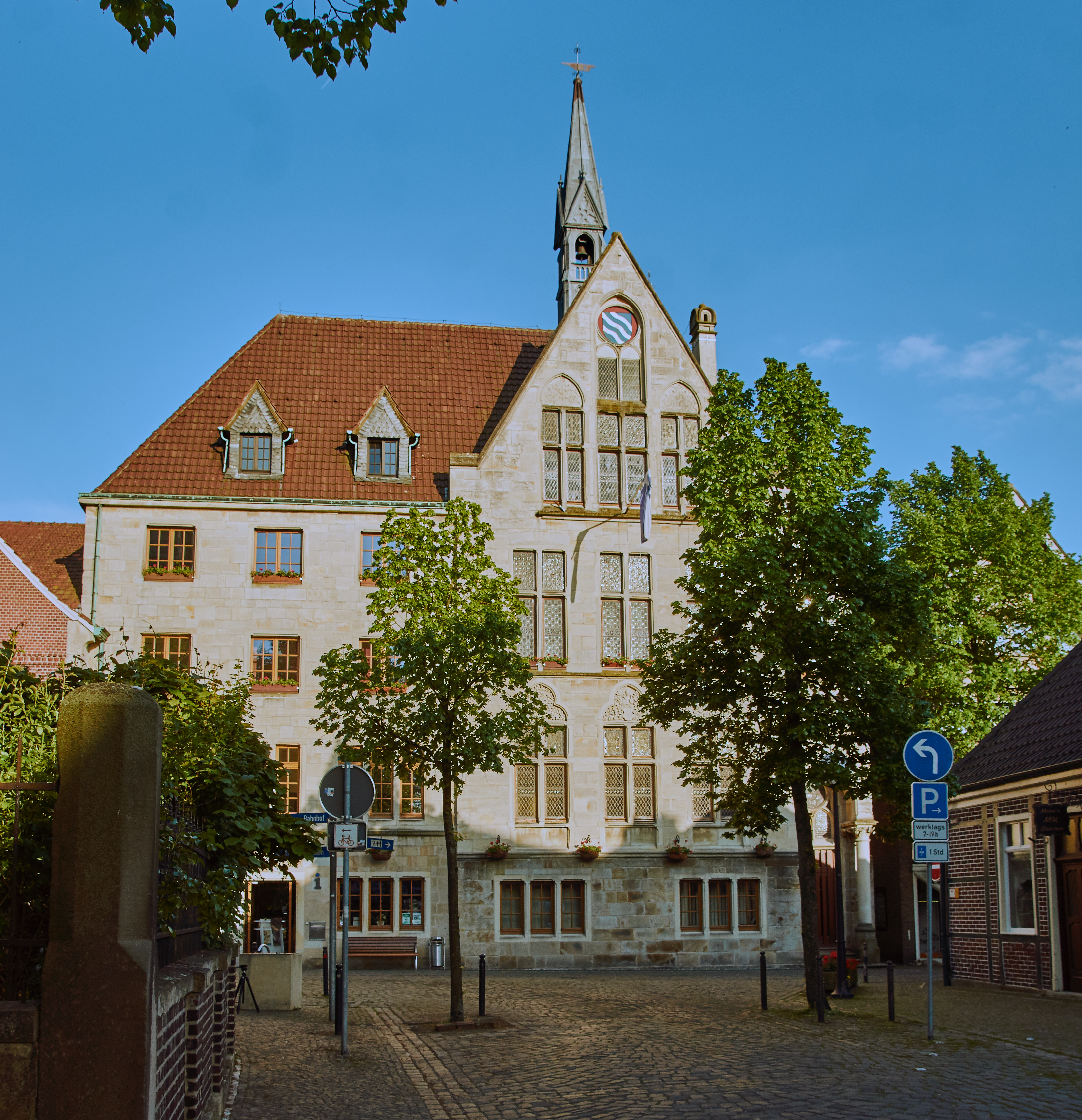
Rathaus (Billerbeck)
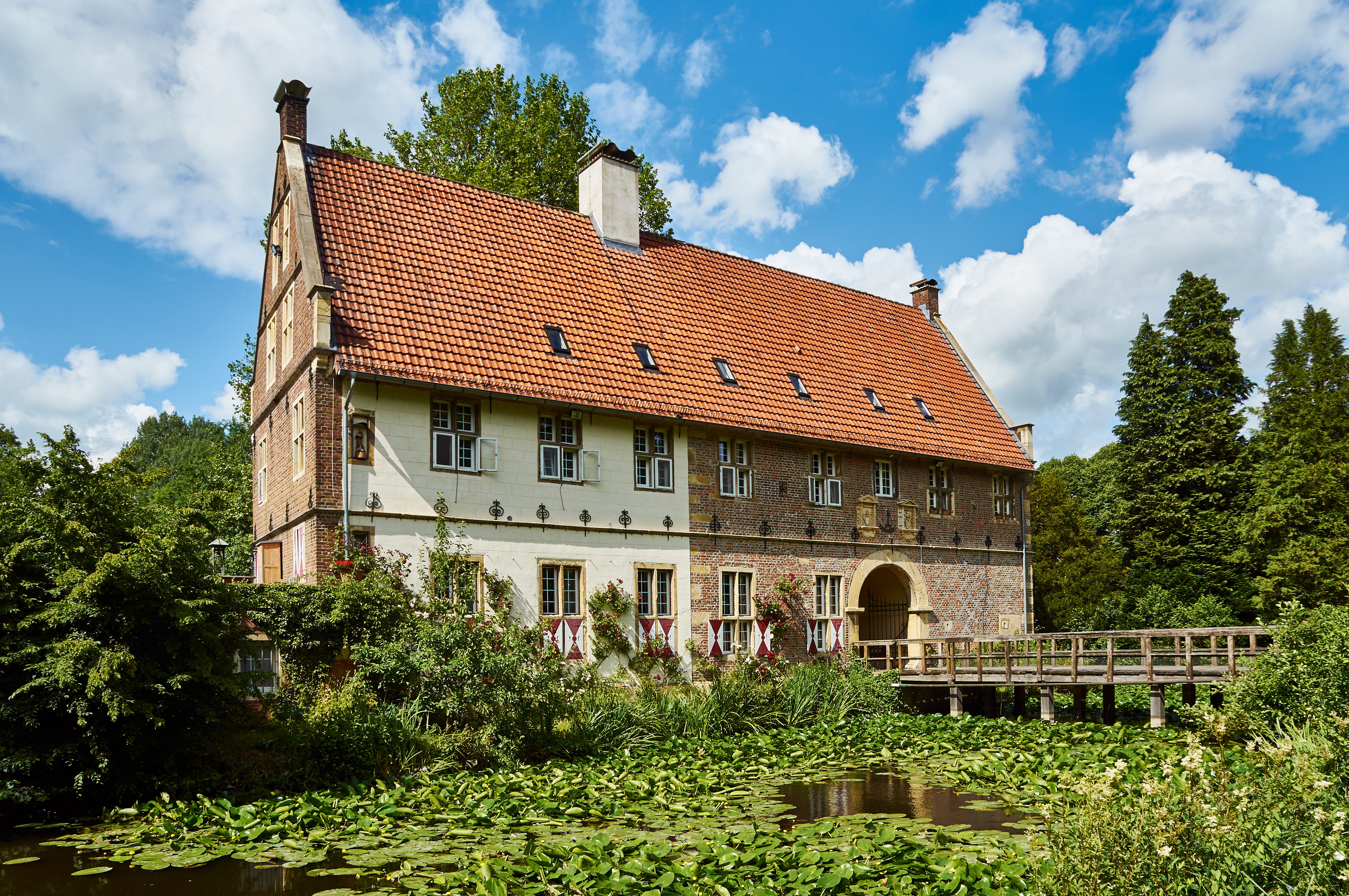
Haus Loburg (Coesfeld)
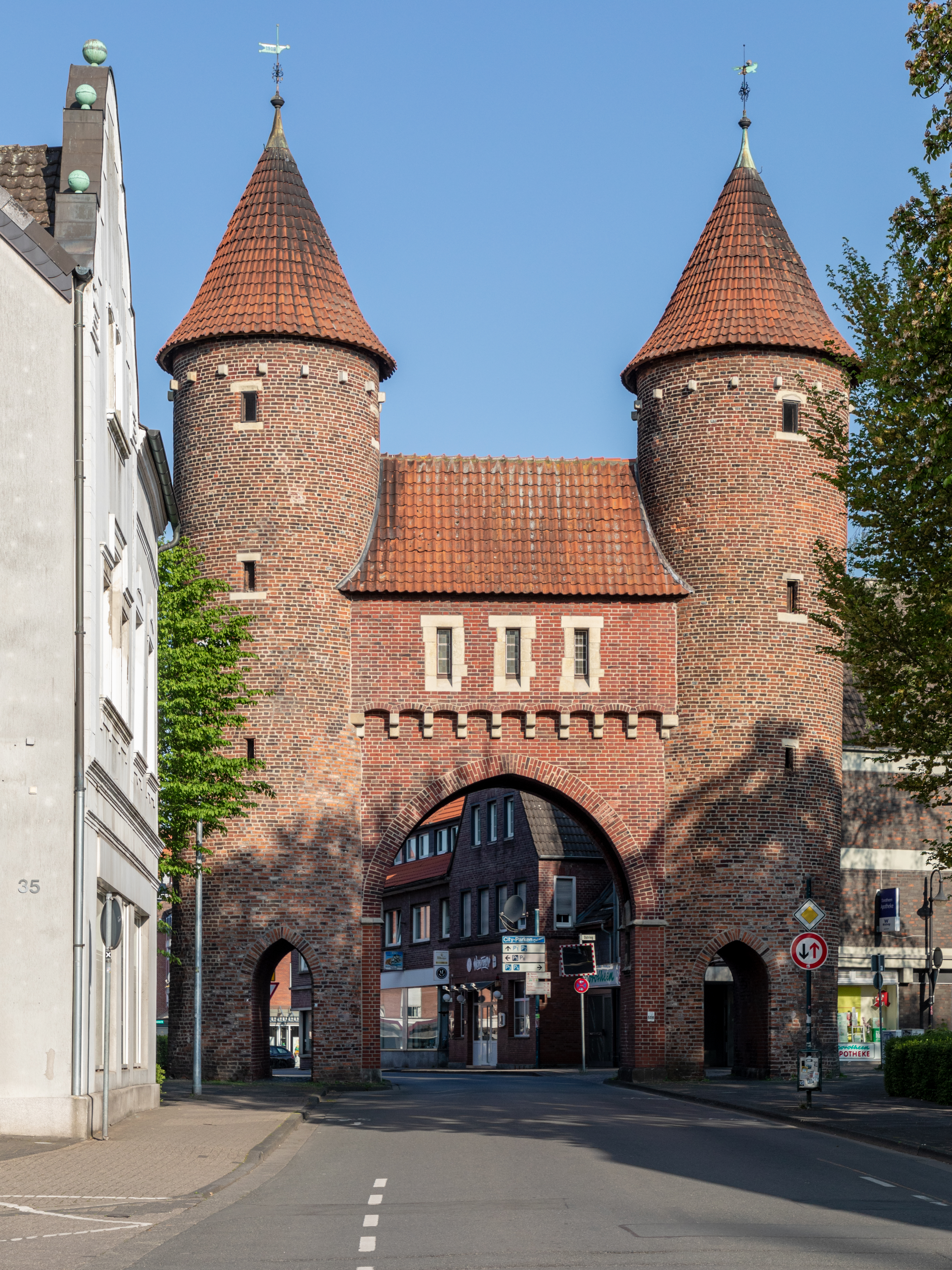
Lüdinghauser Tor (Dülmen)
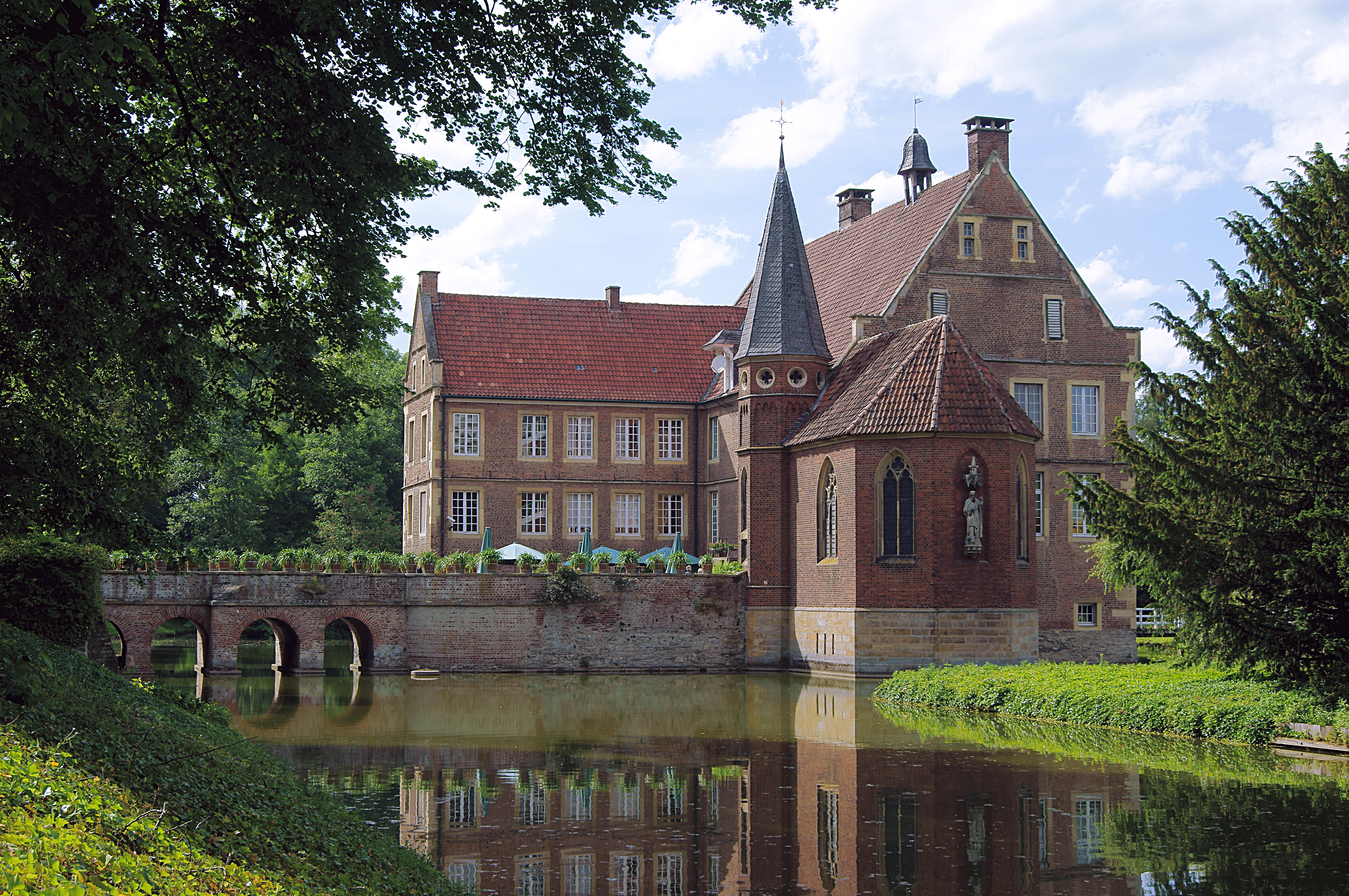
Wasserburg Hülshoff (11. J.) (Havixbeck)
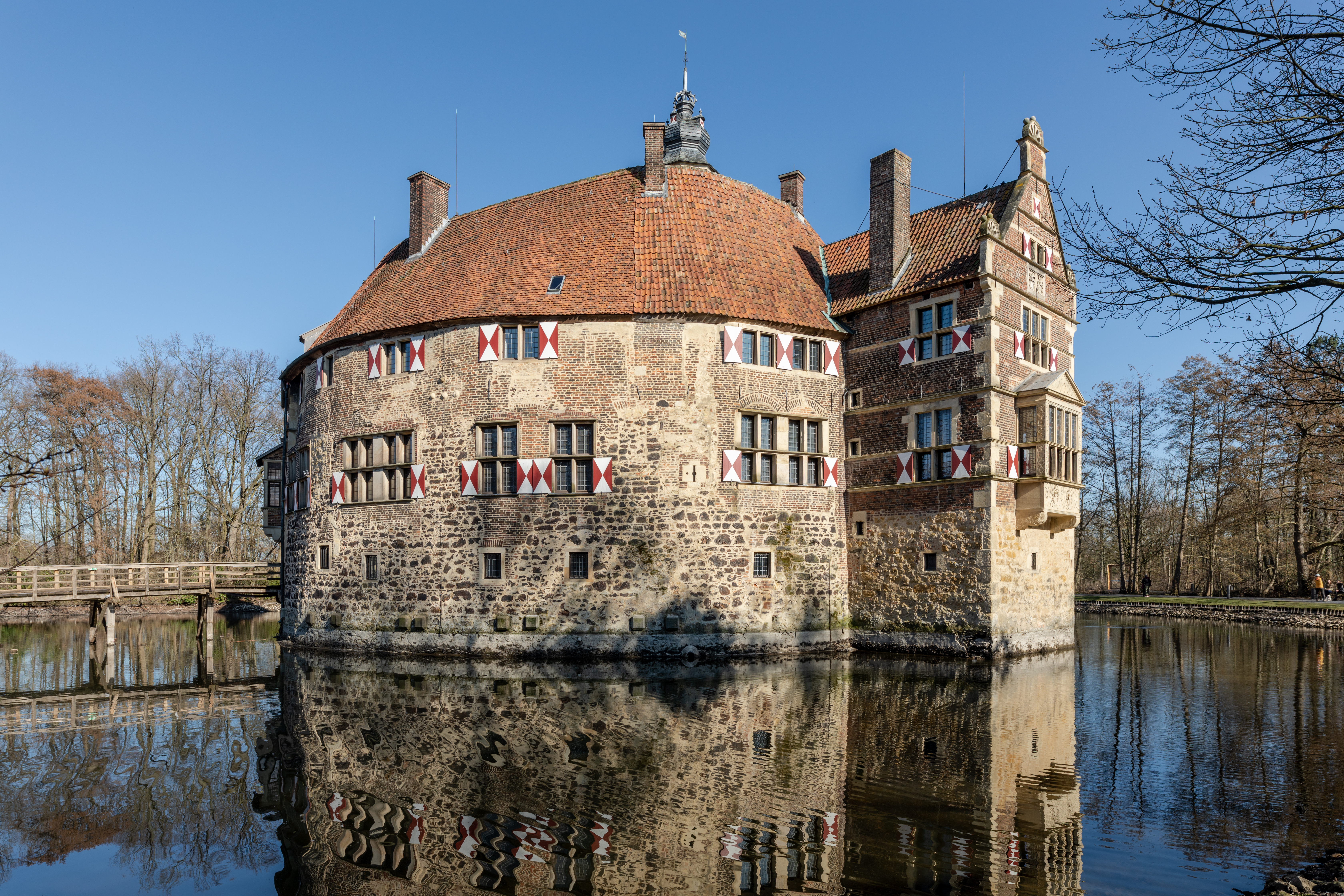
Burg Vischering (Lüdinghausen)
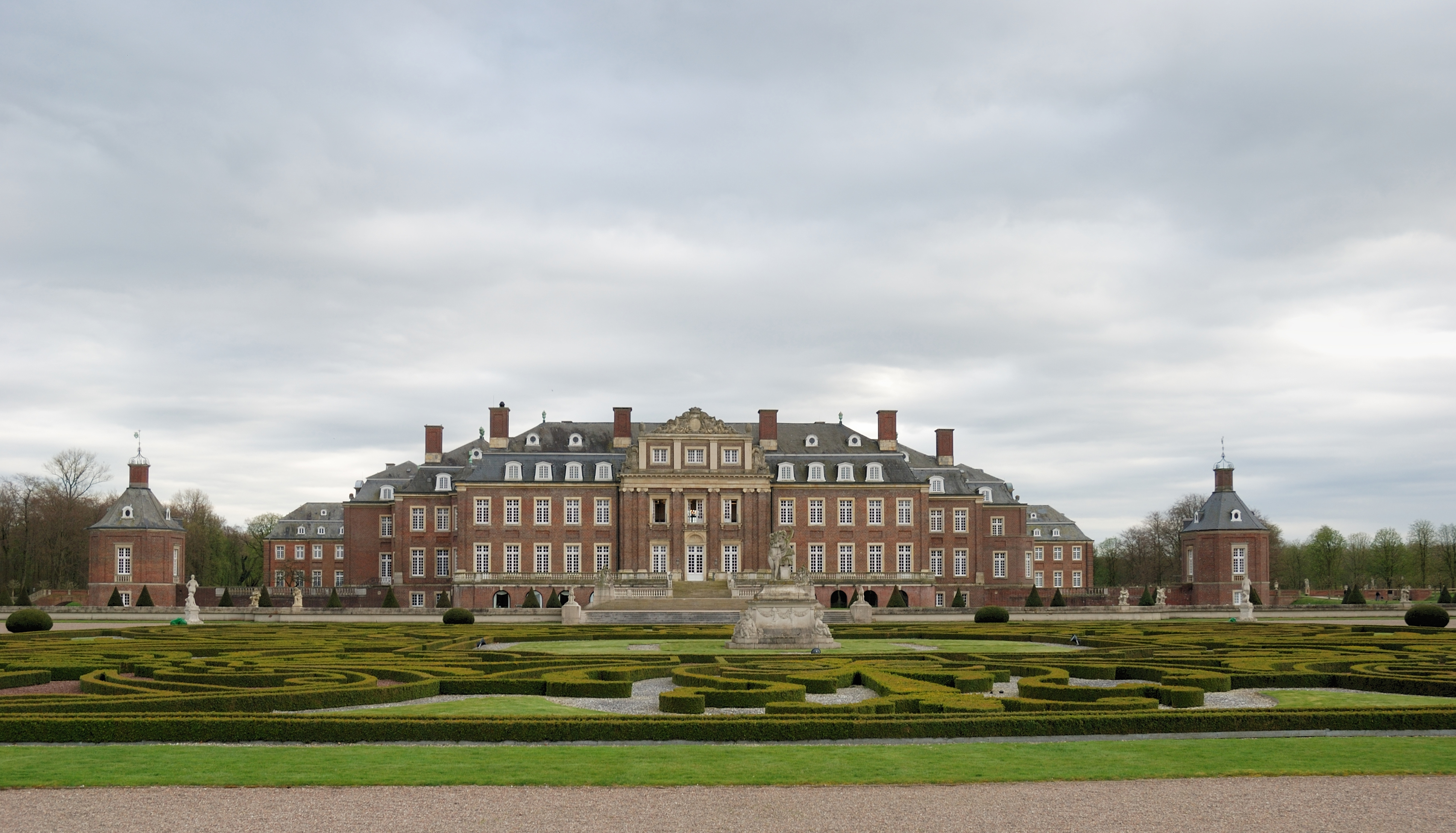
Schloss (Nordkirchen)
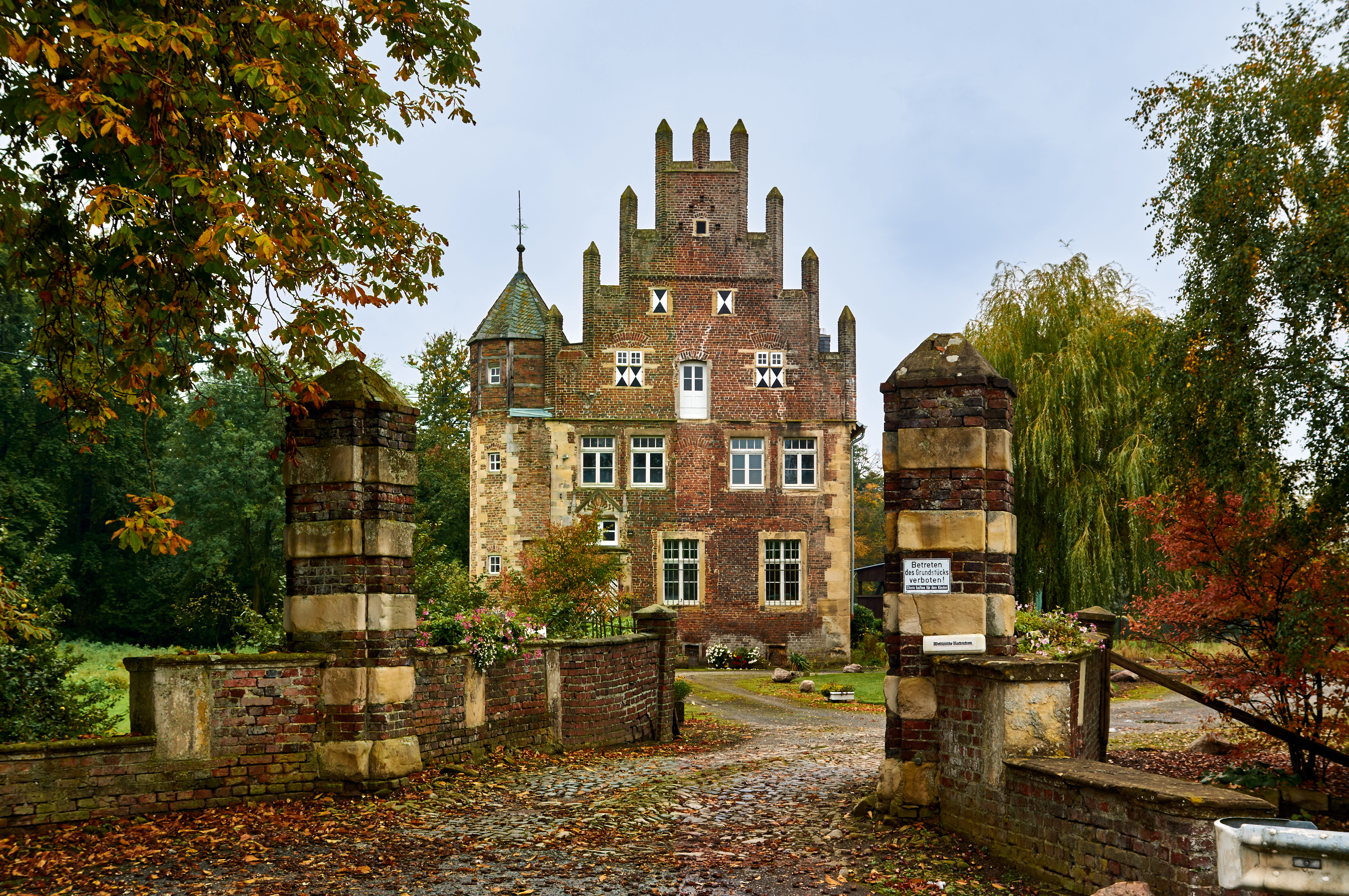
Haus Klein-Schonebeck Appelhülsen (Nottuln)
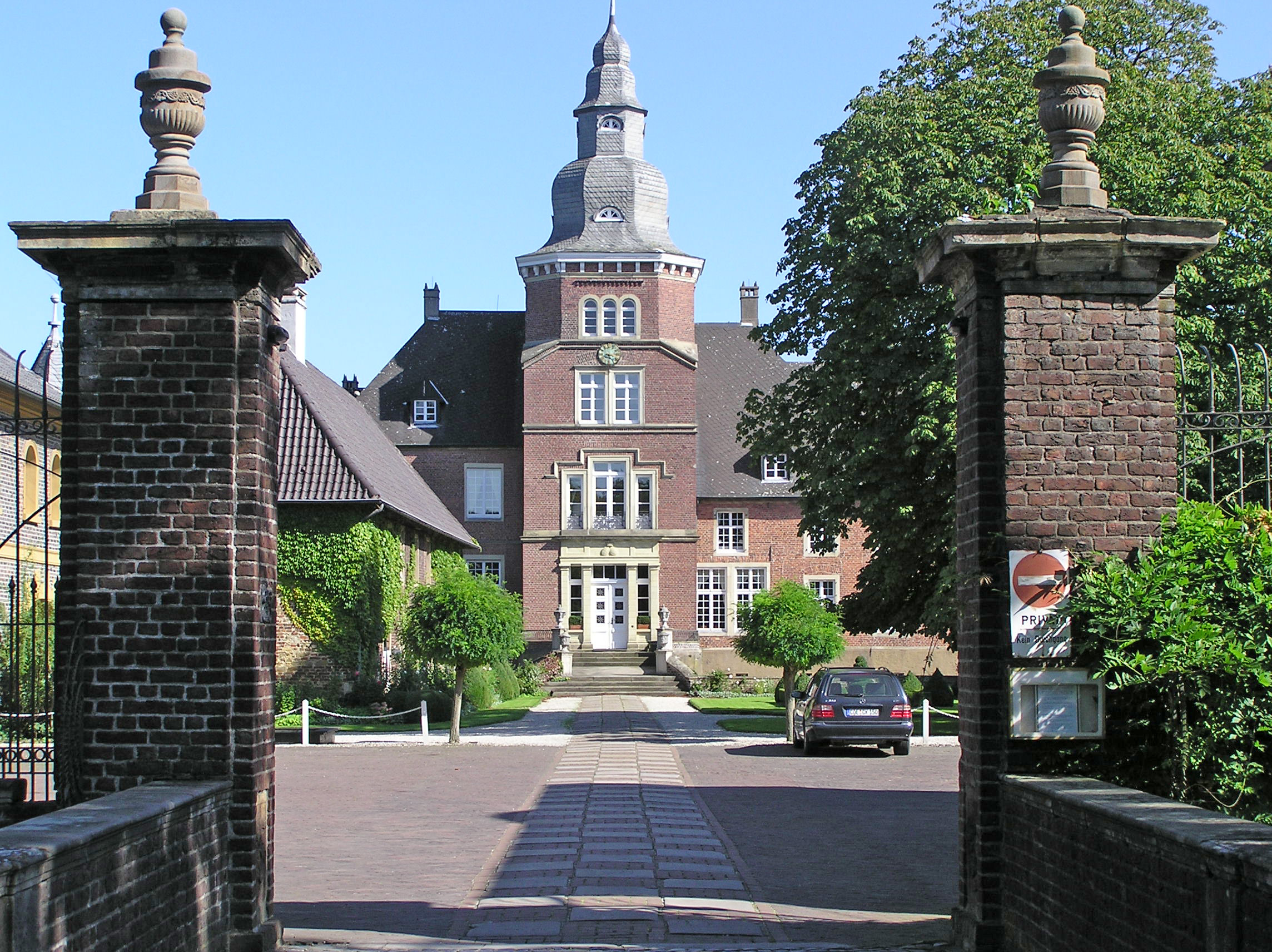
Schloss Sandfort (Olfen)
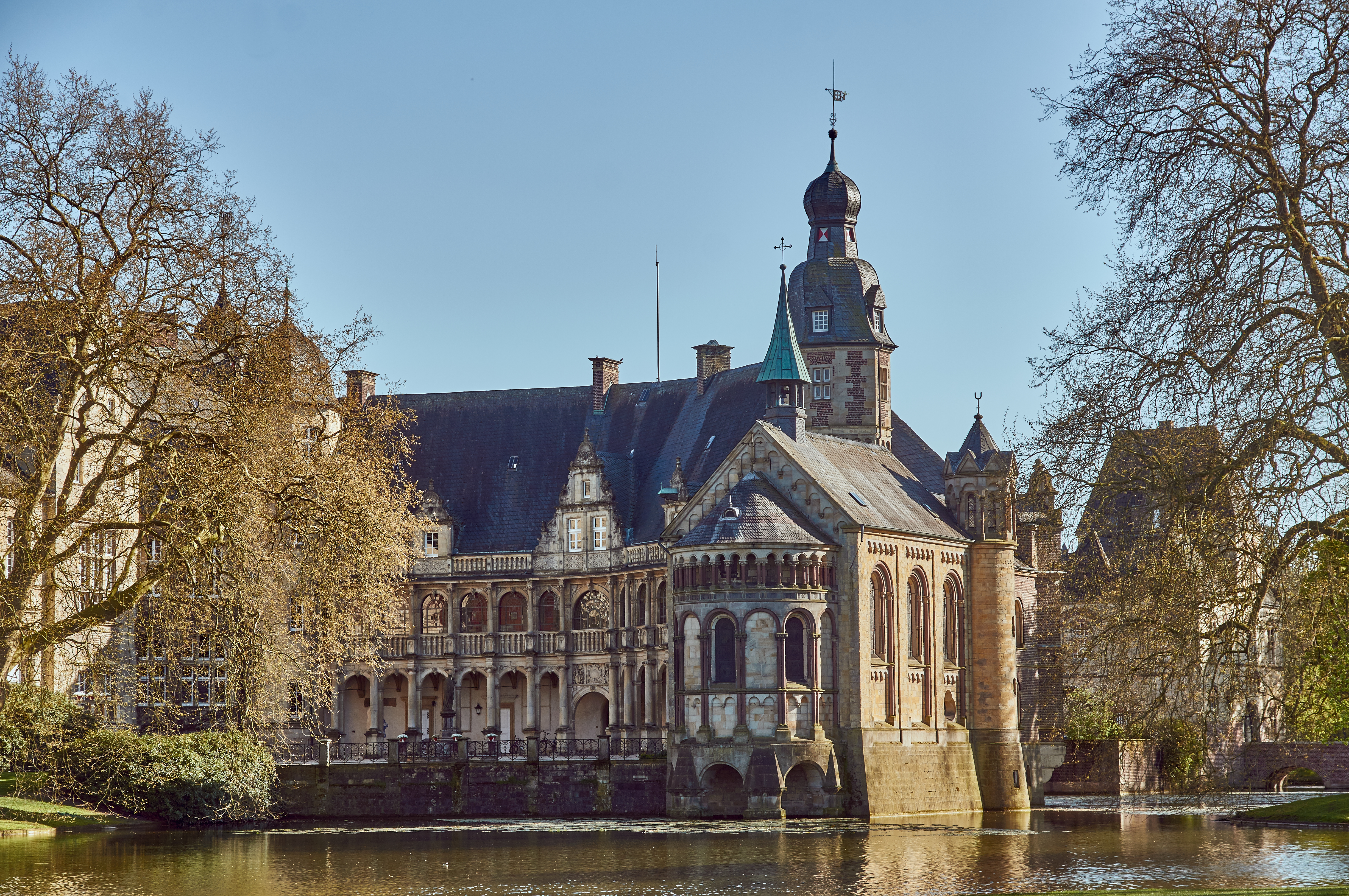
Schloss Darfeld (Rosendahl)
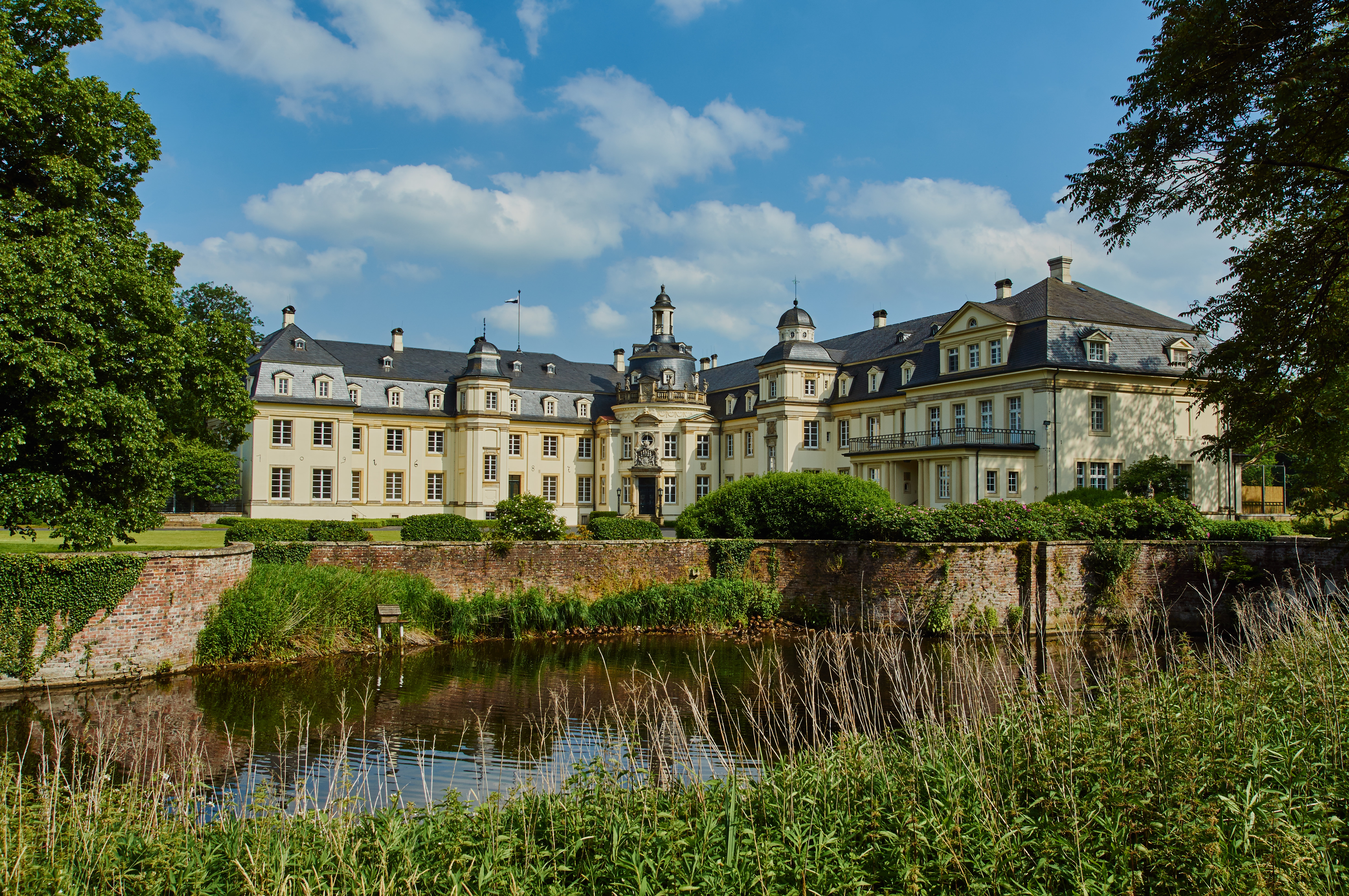
Schloss Varlar (Rosendahl)
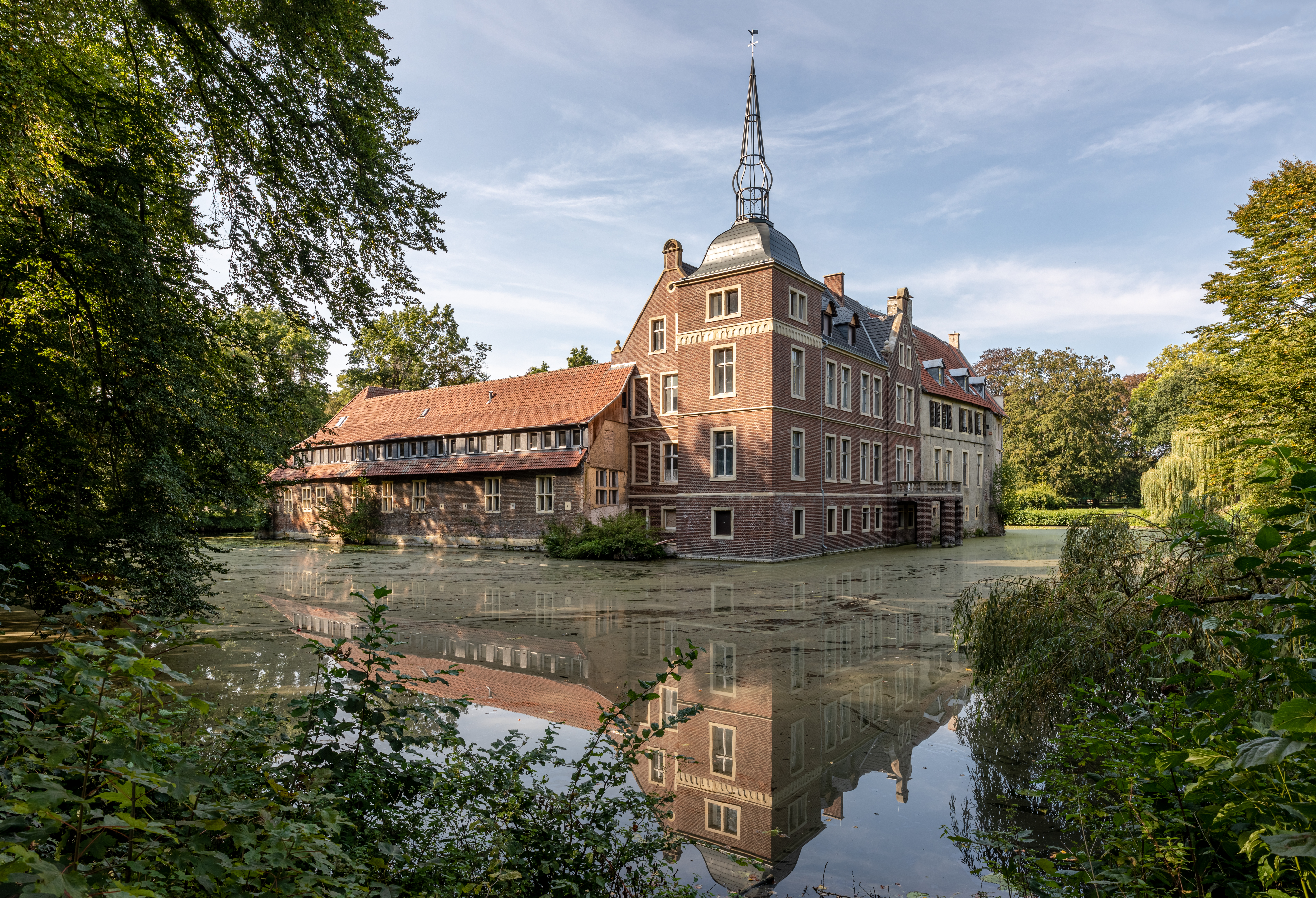
Schloss (Senden)